# 角山站
角山站（：／ Gaksan yeok */?）是大邱地鐵1號線沿線的一座地下車站，位於韓國大邱廣域市東區新西洞，韓語副站名為「束安心內科診所」（속안심내과의원）。

## 車站構造
站體為2面2線曲線式設計側式月台的地下車站，候車月台設有月台幕門。

### 月台配置
| 半夜月 ↑ |
| \| 上    |
| ↓ 安心   |

| 月台 | 路線               | 目的地                       |
| ---- | ------------------ | ---------------------------- |
| 上行 | ●大邱都市铁道1号线 | 半月堂、中央路、舌化椧谷方向 |
| 下行 | ●大邱都市铁道1号线 | 安心方向                     |

## 历史
- 1998年5月2日：开通使用。

## 車站周邊
- E-mart半月夜店
- 東湖洞郵局
- 友利銀行半月夜分行
- KB國民銀行半月夜分行
- 大邱線琴江站

## 相鄰車站
大邱都市鐵道公社
●大邱都市铁道1号线
半夜月（144）－角山（145）－安心（146）